# 福原亮厳
福原 亮厳（ふくはら りょうごん、1909年（明治42年）8月15日 - 2000年（平成12年）3月31日）は、浄土真宗の僧、仏教学者。龍谷大学名誉教授。
広島県生まれ。龍谷大学仏教学科卒。1961年「阿毘達磨佛教教理研究」で龍谷大学文学博士。龍谷大学助教授、教授、1977年退職、名誉教授。浄土真宗本願寺派勧学。2000年3月31日、敗血症のため死去する。享年90歳。

## 著書

### 単著
- 『有部阿毘達磨論書の発達』永田文昌堂、1965年4月。
- 『仏教の基盤にたつ浄土真宗』永田文昌堂・百華苑〈五柳叢書 3〉、1965年9月。
- 『二尊大悲本懐の研究 親鸞聖人遺文 経釈要文』永田文昌堂、1968年11月。
- 『成実論の研究 仏教諸派の学説批判』永田文昌堂、1969年12月。
- 『四諦論の研究 仏陀根本教説への智慧』永田文昌堂、1972年2月。
- 『仏教概論』永田文昌堂、1975年4月。
- 『往生論註の研究』永田文昌堂、1978年7月。
- 『浄土教入門 福原亮厳集』教育新潮社〈現代真宗名講話全集 44〉、1979年5月。
- 『行信論入門 浄土真宗の念仏と信心』永田文昌堂、1980年7月。
- 『浄土教の業思想』教育新潮社〈法輪選書〉、1981年10月。
- 『業論』永田文昌堂、1982年4月。
- 『真実の宗教 真宗二十二派七十五学者述』永田文昌堂、1986年10月。

### 監修
- 水田恵純、梶浜貫一、前田至成、加藤宏道、生田享成、柳原勝道、仲宗根幸雄『梵本蔵漢英和訳合璧 阿毘達磨倶舎論本頌の研究 界品・根品・世間品』井ノ口泰淳・上山大峻・小玉大円・工藤成樹校閲、永田文昌堂、1977年4月。

### 共著
- 福原亮厳、杉本一義『仏教福祉学』永田文昌堂、1967年6月。
- 福原亮厳、松本巧晴『親鸞聖人本伝和讃の研究』呉竹山大原野寺・清重山尊重寺、2012年5月。

## 論文
- 「アビダルマ仏教の特質」『仏教学研究』第2号、龍谷大学、1949年3月、88-100頁、NAID 110009613807。
- 「諸法分類の種々相」『仏教学研究』第5号、龍谷大学、1951年6月、75-77頁、NAID 110009614127。
- 「阿毘達磨に於ける認識の問題」『龍谷大学論集』第344号、龍谷大学、1952年7月、13-35頁、NAID 110009494983。
- 「梵文 Abhidharmakoçakarika に於ける問題 資料的意味と破我品偈頚」『印度学仏教学研究』第2巻第1号、日本印度学仏教学会、1953年9月、111-112頁、NAID 130004022802。
- 「阿毘達磨に於ける言語論」『仏教学研究』第8・9号、龍谷大学、1953年9月、132-155頁、NAID 110009616641。
- 「疑惑の研究 阿毘達磨を中心として」『龍谷大学論集』第347号、龍谷大学、1954年4月、45-66頁、NAID 110009511212。
- 「中国印度間の仏教徒の交通路」『印度学仏教学研究』第3巻第1号、日本印度学仏教学会、1954年9月、289-291頁、NAID 130003830031。
- 「仏教に於ける業の問題 論議と解説」『仏教学研究』第10・11巻、龍谷大学、1955年1月、1-73頁、NAID 110009621554。
- 「性相学に於ける時間論」『龍谷大学論集』第350号、龍谷大学、1955年10月、45-81頁、NAID 110009513377。
- 「毘曇と瑜伽との時間論」『印度学仏教学研究』第4巻第1号、日本印度学仏教学会、1956年1月、192-195頁、NAID 130004025602。
- 「信の考察 性相学を中心として」『龍谷大学論集』第353号、龍谷大学、1956年10月、261-269頁、NAID 110009513549。
- 「心の構造 阿昆達磨を中心として」『仏教学研究』第14・15号、龍谷仏教学会、1957年10月、11-30頁、NAID 40003336716。
- 「西域出土『婆沙論雑抄』について」『印度学仏教学研究』第6巻第1号、日本印度学仏教学会、1958年1月、182-185頁、NAID 130003832322。
- 「諸法分類の史的展開」『龍谷大学論集』第359号、龍谷大学、1958年7月、15-38頁、NAID 110009564048。
- 「有部の有の論証の史的展開」『印度学仏教学研究』第7巻第1号、日本印度学仏教学会、1958年12月、233-236頁、NAID 130003832469。
- 「煩悩論の展望 性相学を中心として」『仏教学研究』第16・17号、龍谷大学、1959年10月、40-60頁、NAID 110009631754。
- 「転生の理論 有部思想を中心として」『印度学仏教学研究』第8巻第2号、日本印度学仏教学会、1960年3月、459-466頁、NAID 130003832510。
- 「親鸞教学とその著作中の引用書」『龍谷大学論集』第365・366号、龍谷大学、1960年12月、257-308頁、NAID 110009526214。
- 「成実論の部派の問題」『仏教学研究』第18・19号、龍谷大学、1961年10月、56-72頁、NAID 110009606228。
- 「「ABHIDHARMA DIPA」について」『仏教学研究』第18・19号、龍谷仏教学会、1961年10月、237-240頁、NAID 40003336731。
- 「仏典に見える物質 (色) の研究 有部説を中心として」『印度学仏教学研究』第10巻第1号、日本印度学仏教学会、1962年1月、12-23頁、NAID 130003828500。
- 「徳川初期の仏教諸宗学事状況」『龍谷大学論集』第370号、龍谷大学、1962年4月、39-60頁、NAID 110009527149。
- 「初期の仏教瑜伽思想について」『印度学仏教学研究』第11巻第2号、日本印度学仏教学会、1963年3月、624-627頁、NAID 130004021839。
- 「涅槃説の研究」『仏教学研究』第23号、龍谷大学、1966年1月、1-28頁、NAID 110009632640。
- 「華厳における業 有部の業説と比較して」『印度学仏教学研究』第15巻第1号、日本印度学仏教学会、1966年12月、56-62頁、NAID 130004022383。
- 「親鸞聖人御筆「二尊大悲本懐」について 経釈要文」『龍谷教学』第2号、龍谷教学会議、1967年6月、25-45頁、NAID 40003747363。
- 「親鸞の著作における表現法 経釈要文を中心として」『印度学仏教学研究』第16巻第1号、日本印度学仏教学会、1967年12月、310-313頁、NAID 130003828829。
- 「中国の有部系律師と律本律疏（仏教文献の研究）」『仏教学研究』第25・26巻、龍谷大学、1968年5月、69-92頁、NAID 110009632871。
- 「死と生の超克」『龍谷大学論集』第386号、龍谷大学、1968年8月、1-27頁、NAID 110009573618。
- 「特別講演・日本の民主化と仏教の業思想」『部落問題研究』第24号、部落問題研究所、1969年4月、18-29頁、NAID 40003365412。
- 「ABHIDHARMAKOSAKARIKA と漢訳倶舎頌」『龍谷大学論集』第389・390号、龍谷大学、1969年5月、113-131頁、NAID 110009536321。
- 「僧叡師の往生要集観」『龍谷教学』第4号、龍谷教学会議、1969年6月、128-143頁、NAID 40003747276。
- 「日本の倶舎学者」『龍谷大学論集』第392号、龍谷大学、1970年1月、1-20頁、NAID 110009558429。
- 「転の思想 華厳を中心として」『印度学仏教学研究』第19巻第1号、日本印度学仏教学会、1970年12月、47-52頁、NAID 130003829151。
- 「芳修基教授を偲ぶ」『龍谷大学論集』第397号、龍谷大学、1971年10月、146-151頁、NAID 110009528312。
- 「三性三無性の源流」『印度学仏教学研究』第20巻第2号、日本印度学仏教学会、1972年3月、1-7頁、NAID 40000151890。
- 「三性三無性の源流」『印度学仏教学研究』第20巻第2号、日本印度学仏教学会、1972年3月、496-502頁、NAID 130004023089。
- 「仏教の人間観」『仏教学研究』第28号、龍谷大学、1972年3月、1-31頁、NAID 110009606532。
- 「「教行信証」反駁書に対する批判」『龍谷大学論集』第400・401号、龍谷大学、1973年3月、289-301頁、NAID 110009555912。
- 「瑜伽論の相応について」『印度学仏教学研究』第22巻第1号、日本印度学仏教学会、1973年12月、121-129頁、NAID 130003829168。
- 「如来論の研究 曇鸞・善導・親鸞の比較」『印度学仏教学研究』第23巻第1号、日本印度学仏教学会、1974年12月、30-40頁。
- 「浄土論註における仏土観」『印度学仏教学研究』第24巻第2号、日本印度学仏教学会、1976年3月、741-744頁、NAID 130004023697。
- 「無我説の宗教的究竟態 真宗・仏教・基督教の対比」『仏教学研究』第32・33号、龍谷大学、1977年3月、1-27頁、NAID 110009610522。
- 「真宗無我説と仏教・キリスト教」『印度学仏教学研究』第26巻第2号、日本印度学仏教学会、1978年3月、538-544頁、NAID 130004024006。
- 「科学思想と業説との関渉」『印度学仏教学研究』第30巻第1号、日本印度学仏教学会、1981年12月、265-268頁、NAID 130003830217。
- 「往生要集の引用書について」『天台学報』第25号、大正大学、1983年11月、19-25頁、NAID 110000264876。
- 「親鸞聖人本伝和讃について」『印度学仏教学研究』第34巻第1号、日本印度学仏教学会、1985年12月、65-74頁、NAID 130003830473。
- 「新発見貴重書 如信作 親鸞聖人本伝和讃の研究」『龍谷教学』第21号、龍谷教学会議、1986年2月、109-139頁、NAID 40003747523。
- 「末法時における真俗二諦の問題」『天台学報』第29号、大正大学、1987年10月、10-16頁、NAID 110000265009。
- 「仏教因果思想と親鸞教義」『印度学仏教学研究』第36巻第2号、日本印度学仏教学会、1988年3月、528-533頁、NAID 130004025297。
- 「華厳経の譬喩研究 他経と比較して」『天台学報』第31号、大正大学、1989年10月、20-26頁、NAID 110000265084。
- 「『仏教学研究』発刊について 思い出」『仏教学研究』第50号、龍谷大学、1994年3月、191-198頁、NAID 110009595212。

### 博士論文
- 「阿毘達磨仏教教理研究」、龍谷大学、1961年12月26日、NAID 500000324670。